# جايسون تومسون (ممثل)
جايسون تومسون هو ممثل كندي، ولد في 20 نوفمبر 1976 في كندا.

## أعمال

### مسلسلات
- المستشفى العام

## وصلات خارجية
- جايسون تومسون على موقع IMDb (الإنجليزية)
- جايسون تومسون على موقع إن إن دي بي (الإنجليزية)
- جايسون تومسون على موقع قاعدة بيانات الفيلم (الإنجليزية)